# Hausstock
Der Hausstock ist ein 3158 m ü. M. hoher Gipfel der Glarner Alpen in der Schweiz.

## Lage und Umgebung
Der Hausstock gehört zum Hauptkamm der Glarner Alpen, der die Grenze zwischen den Kantonen Glarus und Graubünden bildet, und ist deren höchster Gipfel im Bereich zwischen Bifertenstock und Ringelspitz. Der Gipfel liegt einige Meter südlich der Grenze in Graubünden. Nach Norden entsendet der Hausstock die Bergkette, die das Glarner Grosstal vom Sernftal trennt.
Benachbarte Gipfel sind im Südwesten der Ruchi, im Norden die Mättlenstöcke, im Osten das Chalchhorn und im Südosten der Piz Fluaz.

## Routen zum Gipfel
Eine anspruchsvolle Route führt über den Südgrat ab Piz Fluaz auf den Gipfel. Bis kurz vor P. 3096 ist der Südgrat einfach begehbar. Danach wird es anspruchsvoll und hochalpin. Die Schwierigkeit liegt hier bei ZS. Leichter sind die Aufstiege über den Ostgrat (WS) und über die Ostflanke (WS).
Eine zweitägige Tour führt vom Vorderrheintal über Kistenpass, Muttseehütte, Hintersulzlücke auf den Gipfel und über den Gletscher da Mer und Panixerpass zurück ins Tal. Es handelt sich dabei um eine Steigeisentour mit Gratüberschreitung (Fixseile) und leichter Kletterei.

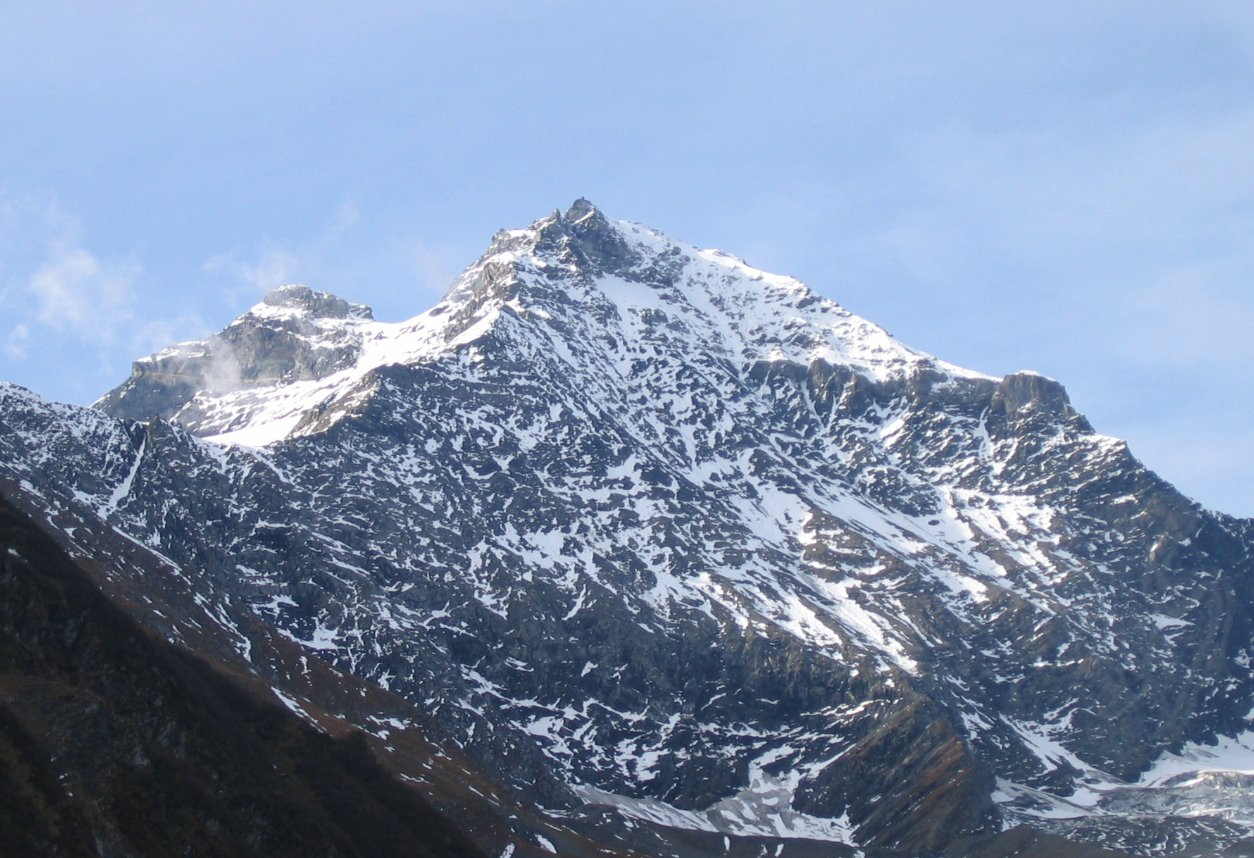
Hausstock von Wichlen bei Elm aus (NO-Wand)